# Tagame Gengoroh
Tagame Gengoroh (田亀 源五郎 (Điền Quy Nguyên Ngũ Lang)/ たがめ げんごろう Tagame Gengorō, sinh ngày 3 tháng 2 năm 1964) là một nghệ sĩ truyện tranh và nhà sử học nghệ thuật Nhật Bản. Ông là một trong những tác giả có ảnh hưởng lớn nhất của truyện tranh đồng tính, các tác phẩm của ông được chú ý bởi vì mô tả các chủ đề chủ nghĩa bạo dâm, bạo lực tình dục và hypermasculinity. Tuy vậy trong số các tác phẩm của ông có bao gồm các tác phẩm truyện tranh không hạn chế lứa tuổi Chồng của em trai tôi và Our Color.

## Sự nghiệp
Tagame sinh ngày 3 tháng 2 năm 1964 trong một gia đình có xuất thân samurai. Ông học thiết kế đồ họa tại Đại học nghệ thuật Tama, sau đó đã tốt nghiệp năm 1982, và làm giám đốc nghệ thuật thương mại. Trong một chuyến đi đến châu Âu, Tagame đã được đọc tạp chí Drummer của Mỹ. Cuốn tạp chí, nổi bật với các bức vẽ của Bill Ward, đã tạo ấn tượng mạnh mẽ tới tư tưởng nghệ thuật của Tagame. Ông bắt đầu xuất bản các tác phẩm khiêu dâm dưới bút danh Gengoroh Tagame vào năm 1986, và kể từ năm 1994, ông đã có thể tự trang trải cho cuộc sống bằng nhuận bút từ các tác phẩm của mình. Các tác phẩm của Tagame đã được xuất bản trên một số tạp chí đồng tính của Nhật Bản, bao gồm Sabu, G-men và SM-Z.
Các tác phẩm của ông có chứa "những người đàn ông, hay thanh niên độc ác và những kẻ phục tùng họ thể chất và tinh thần". Các tác phẩm đáng chú ý có Jujitsu Kyoshi tại B Product; Emono, Shirogane no Hana (3 quyển) và Pride (3 quyển) tại G-Project.
Tagame cũng được ghi nhận là một nhà sử học nghệ thuật và nhà lưu trữ của khiêu dâm đồng tính Nhật Bản, ông đã biên tập một bộ sách nghệ thuật gồm hai tập về lịch sử của nghệ thuật khiêu dâm đồng tính Nhật Bản từ năm 1950 đến nay, Nghệ thuật khiêu dâm đồng tính tại Nhật Bản (日本のゲイ・エロティック・アート Nihon no gei, erotikku āto).
Vào những năm 2010, Tagame bắt đầu sáng tác truyện tranh mọi lứa tuổi bên cạnh các tác phẩm khiêu dâm của mình. Tác phẩm không hạn chế lứa tuổi đầu tiên của ông là Otouto no Otto (弟の夫 Chồng của em trai tôi), được đăng trên tạp chí Monthly Action của Futabasha tại Nhật Bản và xuất bản bằng tiếng Anh bởi Pantheon Books. Bộ truyện đã nhận được sự hoan nghênh của mọi người, và đã được trao giải thưởng xuất sắc tại Liên hoan nghệ thuật truyền thông Nhật Bản lần 19 năm 2015, và Giải thưởng Hiệp hội truyện tranh Nhật Bản năm 2018. Tháng 3 năm 2018, Monthly Action bắt đầu sê ri Bokura no Shikisai (僕 ら の Màu sắc của chúng tôi), manga không hạn chế lứa tuổi thứ hai của Tagame.

## Ảnh hưởng
Tagame đã được gọi là tác giả có ảnh hưởng nhất của truyện tranh đồng tính ở Nhật Bản hiện tại, và là "tác giả tài năng nhất, nổi tếng nhất của truyện tranh đồng tính sado-masochistic". Sự miêu tả của ông về những người đàn ông cơ bắp và lông lá đã được coi là chất xúc tác cho sự thay đổi thời trang giữa những người đồng tính nam vào năm 1995, tránh xa những khuôn mẫu bishōnen sạch sẽ và hướng đến sự nam tính và mũm mĩm. Tác phẩm của Tagame đã bị tác giả truyện tranh đồng tính Susumu Hirosegawa chỉ trích là "SM gekijō" (nhà hát S&M) vì bạo lực và thiếu cốt truyện phức tạp.